# 22945 Шиковський
22945 Шиковський (22945 Schikowski) — астероїд головного поясу, відкритий 15 жовтня 1999 року.
Тіссеранів параметр щодо Юпітера — 3,582.